# Асафетида

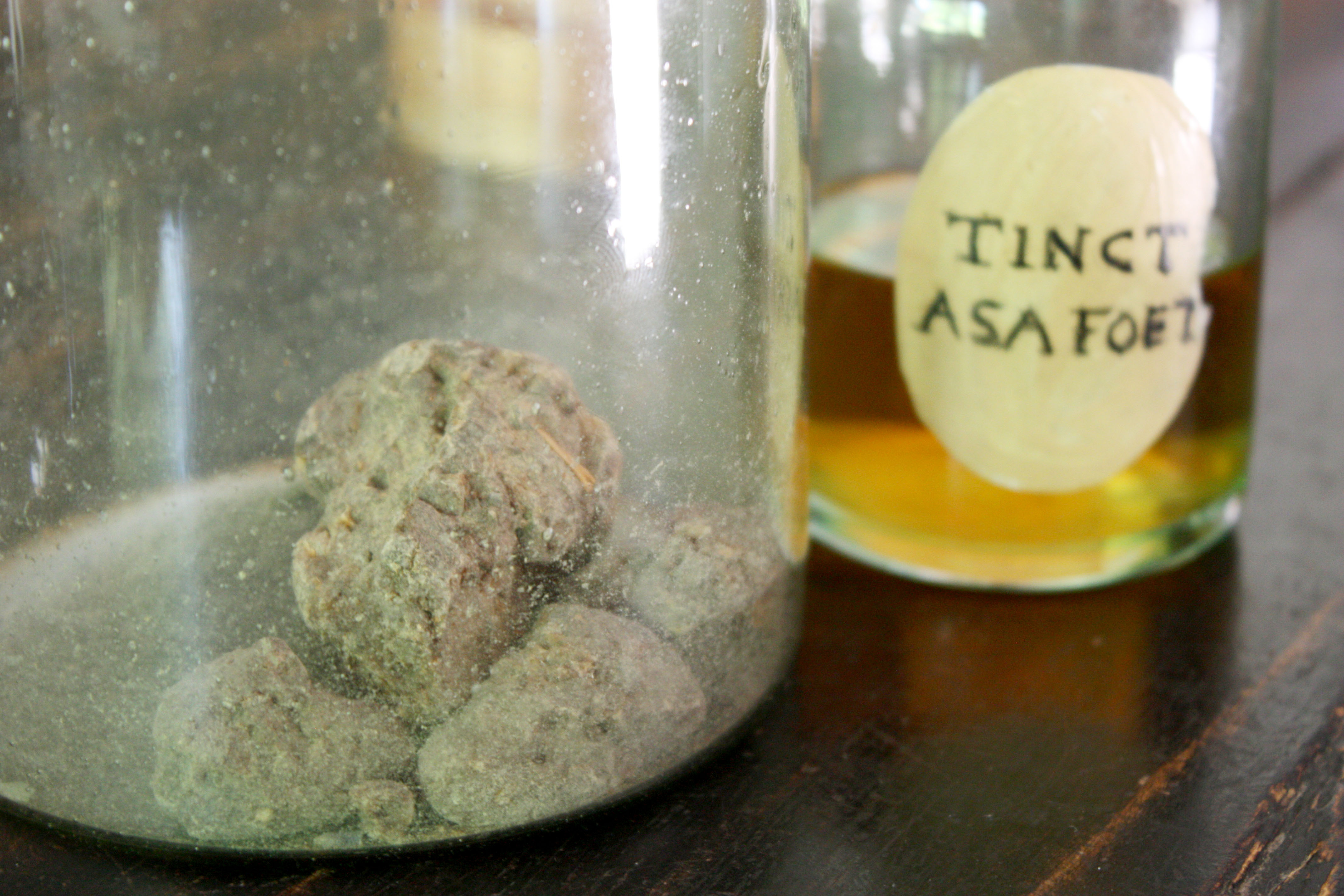
Необработанная асафетида в банке и в виде настойки

Асафетида — высушенный латекс (млечный сок), выделяемый из корневища или стержневого корня нескольких видов ферулы (F. foetida и F. assa-foetida — ферула вонючая), многолетних трав высотой от 1 до 1,5 м. Эти травы принадлежат к семейству зонтичных, произрастают в пустынях Ирана и в горах Афганистана, где выращиваются значительные количества.
Ближайшим родственником ферулы вонючей являлся сильфий — растение родом из Северной Африки, служившее, наряду с гарумом, одной из ключевых приправ в кухне Римской империи. Из-за интенсивного сбора сильфий исчез ещё в античное время. В некоторых русских переводах латинских текстов сильфий называют асафетидой. Во времена, когда оба растения существовали одновременно, собственно асафетида рассматривалась как дешёвый аналог латекса сильфия. 

## Описание

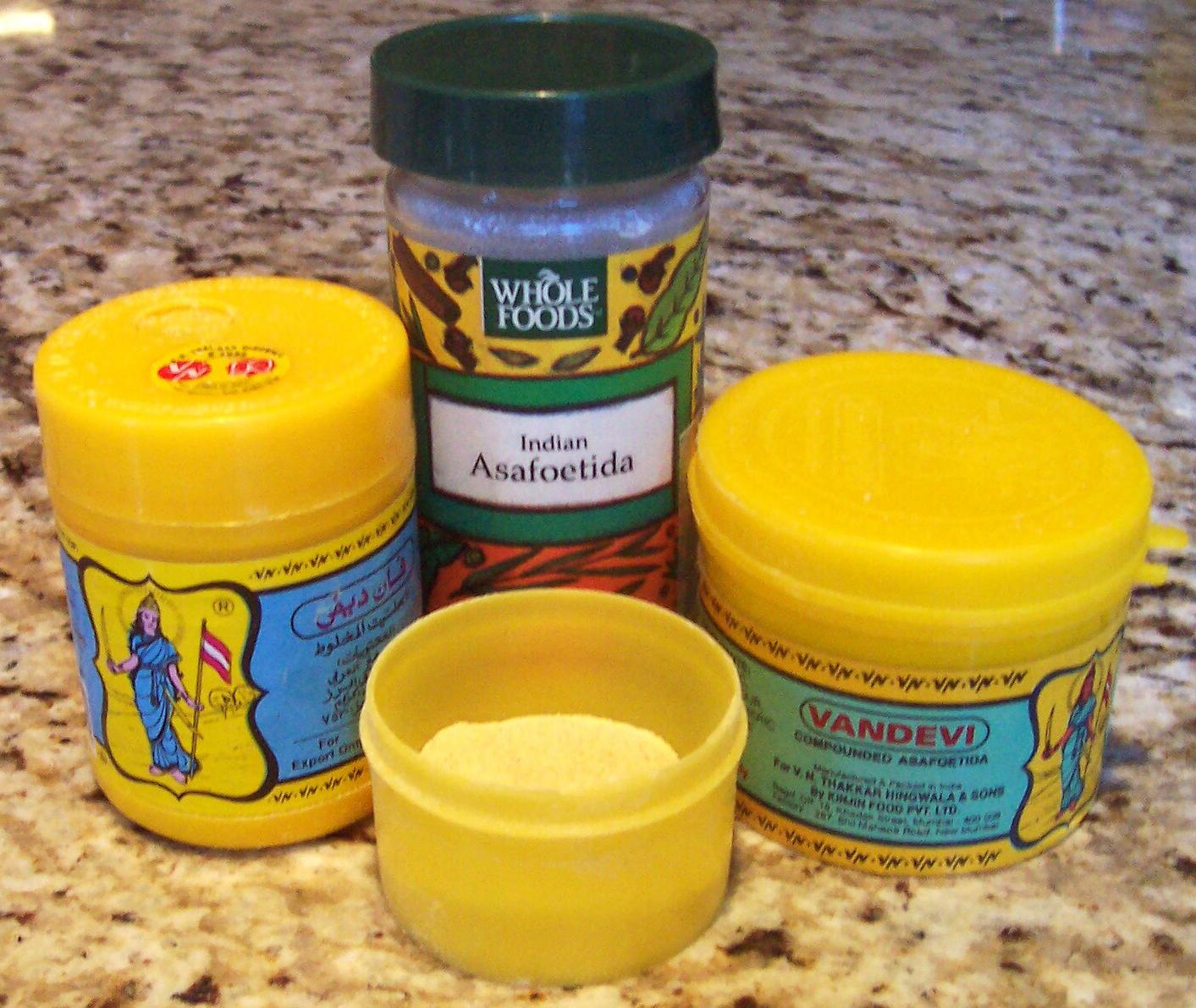
Асафетида в виде порошка

Асафетида имеет резкий запах, благодаря чему получила просторечное название — «вонючая резинка». При приготовлении запах исчезает; в приготовленных блюдах она придаёт мягкий вкус, напоминающий лук-порей или других родственников лука. Асафетида также известна в разговорной речи как «дьявольский навоз» или «пища дьяволов» (англ. food of the devils) на английском языке (и аналогичные выражения во многих других языках).
Асафетида также известна и под другими названиями: смола вонючая, дурной дух, чёртов кал, асмаргок, хинг, илан.
В чистом виде асафетида продаётся в виде кусков смолы, небольшие количества которых соскабливаются для использования. Запах чистой смолы настолько силён, что её резкий запах может перебить запах других специй, хранящихся поблизости, если смола не хранится в герметичном контейнере.

## Свойства
В готовом виде пряность асафетида представляет зернистую массу неопределённой формы. Зёрна («миндалины») разной величины связаны между собой жёлто-коричневой липкой массой. Зёрна внутри молочно-белые с розовыми прожилками. На месте разреза от действия воздуха становятся пурпурно-красными, а затем красно-бурыми.
При комнатной температуре асафетида мягкая, как воск. Эластичность повышается при более высокой температуре. На холоде же, наоборот, пряность становится хрупкой и легко измельчается в порошок. Едкая смесь запаха чеснока и лука с более выраженной чесночной составляющей являет основу запаха пряности. Одной из самых примечательных характеристик асафетиды является летучесть её запаха и въедливость вкуса. Вкус ощущается во рту в течение нескольких часов и не удаляется даже полосканием полости рта. А сам запах за несколько минут пропитывает комнату так, что в течение суток не выветривается.
Употребление асафетиды способствует предотвращению метеоризма (скопление газов) и облегчает переваривание пищи.

## Кулинария
Эта специя используется в качестве приправы к еде и при мариновании. Она играет важную вкусовую роль в индийской вегетарианской кухне, действуя как усилитель пикантности. Используемая вместе с куркумой, асафетида является стандартным компонентом карри из чечевицы, такого как дал, карри из нута, и овощных блюд, особенно на основе картофеля и цветной капусты. Асафетида используется в вегетарианской индийской пенджабской и южно-индийской кухне, где она усиливает вкус многих блюд, где её быстро нагревают в горячем масле перед тем как посыпа́ть пищу. Кашмирская кухня также использует её в блюдах из баранины. Иногда её используют для гармонизации сладких, кислых, солёных и пряных компонентов в пище. Пряность добавляется в пищу в процессе приготовления. Сушёную и измельчённую асафетиду (в небольших количествах) можно смешать с солью и есть с сырым салатом.